# پیر فالکه
پیر فالکه (هلندی: Pierre Valcke) بازیکن هاکی روی چمن اهل بلژیک بود. از افتخارات وی میتوان به کسب مدال برنز در بازی‌های المپیک تابستانی ۱۹۲۰ اشاره کرد.